# 凯恩杜阿迪
凯恩杜阿迪（Kenduadih），是印度贾坎德邦丹巴德县的一个城镇。总人口8354（2001年）。

## 人口
该地2001年总人口8354人，其中男性4539人，女性3815人；0—6岁人口1278人，其中男651人，女627人；识字率57.16%，其中男性为69.22%，女性为42.80%。